# جيسي جي
جيسيكا كورنيش (بالإنجليزية: Jessie J)‏ (27 مارس 1988) المعروفة أكثر باسم جيسي جي، هي مغنية بوب وراب إنجليزية، لديها العديد من الأغاني واشتركت في الغناء مع عدة فنانين منهم بي أو بي، نيكي ميناج وأريانا جراندي وغيرهم.
تعتبر جيسي جي أول فنانة إنجليزية تدخل 6 أغاني من ألبومها الأول "من أنت" في توب تن مباشرة، مما فازت بالعديد من الجوائز أبرزها جوائز موبو، جوائز بريت، وجوائز أم تي في الأوروبية.وفي 2015 رشحت لجائزة غرامي.

## عن حياتها
إسمها الكامل "جيسيكا إلين كورنيش" ولدت بــ "Chadwell Heath" في منطقة ريدبريدج بـلندن، درست في مدرسة مايفيلد، جودمايز وهي تابعة لمقاطعة إسكس الإنجليزية وقد وصفت نفسها بأنها من "فتيات مقاطعة إسكس".
التحقت بمدرسة كولين للفنون المسرحية، وعندما كانت في الحادية عشرة من عمرها، انضمت بعد ذلك إلى المسرح الوطني للموسيقى للشباب وشاركت في إنتاجهم المسرحي ”The Late Sleepers“ عام 2002.

في سن 16 عامًا، بدأت الدراسة في مدرسة بريت، وعندما بلغت 17 عامًا انضمت إلى فرقة فتيات باسم "Soul Deep"تخرجت في دفعة عام 2006 مع المطربتين أديل وليونا لويس. وقد قالت عن أديل في برنامج تلفزيوني The Real Daytime: 
كنا في نفس السنة! كنا نغني معًا في وقت الغذاء. من الواضح أننا في ذلك الوقت لم نكن ندرك أننا سنصدر في النهاية موسيقى.
 أصيبت بـ”سكتة دماغية طفيفة“ في سن 18 عامًا. نتيجة إلى مرض القلب المسمى متلازمة وولف-باركنسون-وايت، الذي تم تشخيصه لديها في سن 11 عامًا.

## مسارها الفني
بدأت مشوارها الفني كـكاتبة أغاني فقد كتبت من لعدة فنانين منهم مايلي سايرس في عام 2008 لأغنيتها "حفلة في الولايات المتحدة"، بالإضافة كريس براون واليشا كييز وكريستينا اغليرا بالإضافة إلى أغنية "رود بوي" لريانا التي شاركت في كتابتها لعام 2009.
بدأت جيسي جي تعمل على مشروعها الموسيقي في عام 2005. وقد وقعت جيسي جي عقدًا مع شركة Gut Records لتسجيل ألبوم لها لكن أفلست ولم يتم إصدار لها، وفي نوفمبر لعام 2010 أصدرت أول أغنية لها "أفعلها مثل الرجل" لتحتل المرتبة ثانية في المملكة المتحدة وتنال عن هذه الأغنية جائزة موبو في 2011.
ثم تليها أغنية "برايس تاغ" برفقة مغني راب بي أو بي التي صدرت في 25 يناير 2011 لتحتل المرتبة الأولى في المملكة المتحدة، أما في الولايات المتحدة الأمريكية إحتلت المرتبة 23 على بيلبورد هوت 100.
وقد صدر أول ألبوم لجيسي جي في 25 فبراير 2011 تحت عنوان "من أنت" ليحتل المركز أول في المملكة المتحدة، وفي 12 مارس من نفس سنة أدت جيسي جي أغنية "برايس تاغ" على برنامج ساترداي نايت لايف الأمريكي برفقة مغني راب بي أو بي.
في عام 2013 قررت جيسي بأن تحلق شعرها بالكامل في فيديو مصور على يوتيوب من أجل دعم حملة Red Nose Day بهدف جمع أموال لتبرعات الخيرية.
وفي 23 سبتمبر من نفس سنة أصدر ألبومها الثاني "Alive" لتظهر على غلاف ألبوم حَالِقت كل شعرها. وقد إحتل ألبومها المرتبة الثالثة في المملكة المتحدة.

## الألبومات الموسيقية
| سنة الإصدار | عنوان الألبوم                          | العلامة التجارية                 |
| ----------- | -------------------------------------- | -------------------------------- |
| 2011        | من أنت - Who You Are                   | لافا ريكوردز، آيلاند، يونيفرسال. |
| 2013        | على قيد الحياة - Alive                 | لافا ريكوردز، ريبابليك ريكوردز.  |
| 2014        | متحدث لطيف - Sweet Talker              | لافا ريكوردز، آيلاند.            |
| 2018        | وردة - R.O.S.E.                        | ريبابليك ريكوردز.                |
| 2018        | هذا يوم الكريسماس - This Christmas Day | ريبابليك ريكوردز.                |

## أفلام والبرامج التلفزيونية
| السنة     | نوع             | العنوان                     | الدور              | الملاحظة                                   |
| --------- | --------------- | --------------------------- | ------------------ | ------------------------------------------ |
| 2011      | برنامج تلفزيوني | ساترداي نايت لايف           | نفسها              | عنوان الحلقة: "Zach Galifianakis/Jessie J" |
| 2012-2013 | برنامج تلفزيوني | ذا فويس بريطانيا            | ضمن لجنة التحكيم   | سلسلة الأولى والثانية للبرنامج             |
| 2015-2016 | برنامج تلفزيوني | ذا فويس أستراليا            | ضمن لجنة التحكيم   | الموسم الرابع والخامس                      |
| 2016      | فيلم            | العصر الجليدي: مسار التصادم | مؤدية شخصية "بروك" | أداء صوتي لشخصية كرتونية                   |
| 2016      | برنامج تلفزيوني | ! Grease Live               | نفسها              |                                            |
| 2018      | برنامج تلفزيوني | I Am a Singer               | متسابقة            | فازة في الموسم سادس                        |
| 2019      | برنامج تلفزيوني | Gogglebox                   | نفسها              | /                                          |
| 2019      | برنامج تلفزيوني | ذا فويس بريطانيا كيدز       | ضمن لجنة التحكيم   | الموسم الثالث                              |
| 2020      | برنامج تلفزيوني | معا في المنزل               | نفسها              | /                                          |

## روابط خارجية
- جيسي جي على موقع IMDb (الإنجليزية)
- جيسي جي على موقع ميوزك برينز (الإنجليزية)
- جيسي جي على موقع رولينغ ستون (الإنجليزية)
- جيسي جي على موقع إن إن دي بي (الإنجليزية)
- جيسي جي على موقع أول ميوزيك (الإنجليزية)
- جيسي جي على موقع ديسكوغز (الإنجليزية)
- جيسي جي على موقع ديسكوغز (الإنجليزية)
- جيسي جي على موقع قاعدة بيانات الفيلم (الإنجليزية)
- جيسي جي على موقع كينوبويسك (الروسية)

## إطلع أيضا
- من أنت (ألبوم موسيقي)
- برايس تاغ (أغنية)
- أفعلها مثل الرجل (أغنية)

## قائمة المراجع
1. ↑  Česko-Slovenská filmová databáze | Jessie J (بالتشيكية), 2001, QID:Q3561957
2. ↑  منزل الشركات، QID:Q257303
3. ↑  Mark Zuckerberg; Eduardo Saverin; Dustin Moskovitz; Chris Hughes, فيسبوك (بالإنجليزية والصينية التقليدية والصينية المبسطة واليابانية), Harvard University, QID:Q355
4. ↑  ميوزك برينز (بالإنجليزية), MetaBrainz Foundation, QID:Q14005
5. 1 2  "Jessie J Songs, Albums, Reviews, Bio & More | ..." AllMusic (بالإنجليزية). Archived from the original on 2025-07-03. Retrieved 2025-08-19.
6. ↑  Rosa, Christopher (5 Aug 2021). "Jessie J and Ariana Grande Have Talked About Doing Another Song Together". Glamour (بالإنجليزية الأمريكية). Archived from the original on 2024-07-17. Retrieved 2025-08-19.
7. ↑  "Bang Bang by Jessie J, Ariana Grande & Nicki Minaj". Genius (بالإنجليزية). Retrieved 2025-08-19.
8. ↑  "MTV EMA 2024 Live from Manchester, 10 November". www.mtvema.com (بالإنجليزية). Archived from the original on 2025-06-23. Retrieved 2025-08-19.
9. 1 2  Stone, Rolling (6 Oct 2011). "Jessie J Grabs Four MOBO Awards". Rolling Stone (بالإنجليزية الأمريكية). Archived from the original on 2020-09-25. Retrieved 2025-08-19.
10. ↑  "Jessie J Wins Brits Critics' Choice Award | The BRIT Awards 2011 | News". MTV UK (بالإنجليزية). Archived from the original on 2011-09-20. Retrieved 2025-08-19.
11. ↑  "Nominees And Winners | GRAMMY.com". The Grammys (بالإنجليزية). Archived from the original on 2012-02-01. Retrieved 2025-08-19.
12. 1 2  "Introducing... Jessie J". BBC News (بالإنجليزية البريطانية). 23 Nov 2010. Archived from the original on 2024-05-16. Retrieved 2025-08-19.
13. ↑  "NYMT | Alumni". www.nymt.org.uk. مؤرشف من الأصل في 2012-06-25. اطلع عليه بتاريخ 2025-08-19.
14. ↑  "Jessie J & Adele Go Wayyy Back". يوتيوب. 15 ديسمبر 2014. مؤرشف من الأصل في 2021-03-20. اطلع عليه بتاريخ 2025-08-19.
15. ↑  "Jessie J Talks About Her Surprising Connection to Adele". People.com (بالإنجليزية). Archived from the original on 2025-04-12. Retrieved 2025-08-19.
16. ↑  "BBC Sound of 2011: Jessie J". BBC News (بالإنجليزية البريطانية). 7 Jan 2011. Archived from the original on 2024-05-16. Retrieved 2025-08-19.
17. ↑  "Jessie J taking time out to recover after mystery surgery". BBC News (بالإنجليزية البريطانية). 23 Jun 2015. Archived from the original on 2025-06-04. Retrieved 2025-08-19.
18. ↑  Devin. "Jessie J Glad She Kept Rihanna Song for Herself". Rap-Up. مؤرشف من الأصل في 2024-12-14. اطلع عليه بتاريخ 2025-08-19.
19. ↑  "TwitLonger". twitlonger.com. مؤرشف من الأصل في 2025-01-24. اطلع عليه بتاريخ 2025-08-19.
20. ↑  "Jessie J | Biography, Music & News". Billboard (بالإنجليزية الأمريكية). Archived from the original on 2025-07-09. Retrieved 2025-08-19.
21. ↑  "Jessie J Teases B.o.B 'Saturday Night Live' Performance - Music, Celebrity, Artist News | MTV.com" (بالإنجليزية الأمريكية). Archived from the original on 2013-12-15. Retrieved 2025-08-19.
22. ↑  "Jessie J shaves her head - and looks gorgeous - Get the Gloss" (بالإنجليزية البريطانية). 19 Mar 2013. Retrieved 2025-08-19.
23. ↑  Golembewski, Vanessa. "Jessie J Shaved Head Pictures 2013". www.refinery29.com (بالإنجليزية). Archived from the original on 2021-04-21. Retrieved 2025-08-19.
24. ↑  "JESSIE J". Official Charts (بالإنجليزية). 4 Dec 2010. Archived from the original on 2025-05-10. Retrieved 2025-08-19.
25. ↑  "Jessie J Albums and Discography". Genius. اطلع عليه بتاريخ 2025-08-19.
26. ↑  "Jessie J | Music Artist, Actress, Composer". IMDb (بالإنجليزية الأمريكية). Archived from the original on 2024-05-27. Retrieved 2025-08-19.
27. ↑  "Jessie J Movies & TV Shows List | Rotten Tomatoes | Rotten Tomatoes". www.rottentomatoes.com (بالإنجليزية). Archived from the original on 2022-04-13. Retrieved 2025-08-19.